# Resolutie 1233 Veiligheidsraad Verenigde Naties
Resolutie 1233 van de Veiligheidsraad van de Verenigde Naties werd unaniem door de VN-Veiligheidsraad aangenomen op 6 april 1999. De resolutie steunde de oprichting van de UNOGBIS-missie in Guinee-Bissau door secretaris-generaal Kofi Annan, en vroeg dat er zo snel mogelijk presidentsverkiezingen werden gehouden.

## Achtergrond
Guinee-Bissau werd in 1973 onafhankelijk van Portugal en zag in 1994 voor het eerst verkiezingen. In 1998 kwam het leger echter in opstand, waarbij de president werd afgezet en de Guinee-Bissause burgeroorlog uitbrak. Uiteindelijk werden pas eind 1999 nieuwe presidentsverkiezingen gehouden, en werd de nieuwe president begin 2000 geïnstalleerd.

## Inhoud

### Waarnemingen
De president van Guinee-Bissau en de leider van de militaire junta hadden gezegd nooit meer naar de wapens te zullen grijpen. Op 20 februari was de nieuwe regering van nationale eenheid van het land ingezworen. Die kon echter moeilijk functioneren omdat gevluchte ambtenaren niet terugkeerden. Ten slotte lieten alle partijen weten zo snel mogelijk ook presidentsverkiezingen te willen houden.

### Handelingen
De partijen werden geprezen om de stappen die ze tot dusver hadden genomen in het vredesproces en gevraagd de maatregelen te nemen voor een vlotte werking van de regering en terugkeer van vluchtelingen. Ze werden ook opgeroepen zo snel mogelijk een verkiezingsdatum vast te leggen.
De secretaris-generaal had beslist de post-conflict vredesmissie UNOGBIS op te richten om de VN-activiteiten in goede banen te leiden tot aan die verkiezingen, en om mee te werken aan de uitvoering van het vredesakkoord van Abuja.
Verder was het nodig dat ex-rebellen werden ontwapend en dat er ontmijnd werd; iets waar de ECOMOG-vredesmacht van de ECOWAS aan werkte.
Ten slotte zou op 4 en 5 mei 1999 een donorconferentie worden gehouden voor Guinee-Bissau voor de humanitaire hulp aan en de heropbouw van het land.

## Verwante resoluties
- Resolutie 356 Veiligheidsraad Verenigde Naties (1974)
- Resolutie 1216 Veiligheidsraad Verenigde Naties (1998)
- Resolutie 1580 Veiligheidsraad Verenigde Naties (2004)
- Resolutie 1876 Veiligheidsraad Verenigde Naties (2009)

Lijst ·  1220 ·  1221 ·  1222 ·  1223 ·  1224 ·  1225 ·  1226 ·  1227 ·  1228 ·  1229 ·  1230 ·  1231 ·  1232 ·  1233 ·  1234 ·  1235 ·  1236 ·  1237 ·  1238 ·  1239 ·  1240 ·  1241 ·  1242 ·  1243 ·  1244 ·  1245 ·  1246 ·  1247 ·  1248 ·  1249 ·  1250 ·  1251 ·  1252 ·  1253 ·  1254 ·  1255 ·  1256 ·  1257 ·  1258 ·  1259 ·  1260 ·  1261 ·  1262 ·  1263 ·  1264 ·  1265 ·  1266 ·  1267 ·  1268 ·  1269 ·  1270 ·  1271 ·  1272 ·  1273 ·  1274 ·  1275 ·  1276 ·  1277 ·  1278 ·  1279 ·  1280 ·  1281 ·  1282 ·  1283 ·  1284